# Madagaspis ambilae
Madagaspis ambilae är en insektsart som beskrevs av Mamet 1959. Madagaspis ambilae ingår i släktet Madagaspis och familjen pansarsköldlöss.
Artens utbredningsområde är Madagaskar. Inga underarter finns listade i Catalogue of Life.